# Masuny
Masuny (deutsch Massaunen) ist ein Ort in der polnischen Woiwodschaft Ermland-Masuren. Er gehört zur Gmina Sępopol (Stadt- und Landgemeinde Schippenbeil) im Powiat Bartoszycki (Kreis Bartenstein).

## Geographische Lage
Masuny liegt am Ostufer der Łyna (deutsch Alle) in der nördlichen Mitte der Woiwodschaft Ermland-Masuren, drei Kilometer südlich der polnisch-russischen Staatsgrenze zur Oblast Kaliningrad (Königsberger Gebiet) und 18 Kilometer nordöstlich der Kreisstadt Bartoszyce (deutsch Bartenstein).

## Geschichte

### Ortsgeschichte
Das Maisunen, später Masunen und nach 149 Maßaunen genannte Dorf wurde 1414 erstmals erwähnt. Wahrscheinlich befand sich hier im 15. Jahrhundert bereits ein Rittergut, das Ende des 19. Jahrhunderts zu großer Blüte kam, als die Familie Gerlach das damals 800 Hektar umfassende Land bewirtschaftete. Hier gab es eine Brennerei, eine Molkerei und eine Ziegelei.
Am 11. Juni 1874 wurde Massaunen Amtsdorf und damit namensgebend für einen Amtsbezirk im Kreis Friedland, Regierungsbezirk Königsberg, in der preußischen Provinz Ostpreußen. Ungewöhnlicherweise wurde der Amtsbezirk aus lediglich zwei Kommunen gebildet: aus der Landgemeinde Massaunen und dem Gutsbezirk Massaunen. Beide allerdings vereinigten sich am 18. November 1895 zum neuen Gutsbezirk Massaunen.
Anfang des 20. Jahrhunderts wurde der gebürtige Massauner Karl Gamp Besitzer des Gutes Massaunen, das jetzt einen Umfang von 1.500 Hektar annahm. Er heiratete Clara Bayer, die Tochter eines der Gründer der Bayer-Werke, wurde Geheimrat und Mitglied des Reichstages. Nachdem der Kaiser ihn 1907 adelte, nannte er sich Karl Freiherr von Gamp-Massaunen. In dieser Zeit entstand das neobarocke Herrenhaus.
Im Jahre 1910 zählte das Gutsdorf Massaunen 292 Einwohner. Am 30. September 1928 erfolgte die Umwandlung des Gutsbezirks Massaunen in eine Landgemeinde gleichen Namens. In dieser Zeit – noch vor dem Jahr 1931 – erfolgte der Zusammenschluss der Amtsbezirke Massaunen und Romsdorf (polnisch Romankowo) zum neuen Amtsbezirk Romsdorf, zu dem – bis 1945 – die beiden Gemeinden Romsdorf und Massaunen gehörten. Im Jahre 1927 wurde der Kreis Friedland in Kreis Bartenstein umbenannt. Die Zahl der Einwohner Massaunens belief sich im Jahre 1933 auf 390 und im Jahre 1939 auf 377. Zu diesem Zeitpunkt war als Erbe seit einigen Jahren Botho Freiherr von Gamp-Massaunen der örtliche Gutsherr. Gut Massaunen beinhaltete damals, nach der großen Wirtschaftskrise, 1054 ha, davon waren 425 ha Waldbestand. Als Gutsverwalter fungierte der Administrator Kahsnitz.
Im Zuge der Überstellung des gesamten südlichen Ostpreußen 1945 in Kriegsfolge an Polen erhielt Massaunen die polnische Namensform „Masuny“. Mit den beiden Ortschaften Błonie (Blunken) und Masuńskie Włóki (Lehwaldsruh) ist das Dorf heute ein Teil der Stadt- und Landgemeinde Sępopol (Schippenbeil) im Powiat Bartoszycki (Kreis Bartenstein), von 1975 bis 1998 der Woiwodschaft Olsztyn, seither der Woiwodschaft Ermland-Masuren zugehörig. Die Zahl der Einwohner Masunys belief sich 2021 auf 144.
An die Zeit vor 1945 erinnern heute noch die Ruinenreste des einstigen Gutshauses. Es kam unversehrt durch den Krieg und wurde dann als Büro, Wohnung und Kindergarten genutzt. Seit den 1970er Jahren steht es leer und verfällt immer mehr. Von dem großen Gutspark haben sich noch einige Beispiele des artenreichen Baumbestandes erhalten.

### Amtsbezirk Massaunen (1874–vor 1931)
Zum Amtsbezirk Massaunen gehörten in der Zeit seines Bestehens lediglich die Landgemeinde und der Gutsbezirk Massaunen. Diese wurden 1928 zusammengelegt und dann – bei Auflösung des Amtsbezirks Massaunen –  in den Amtsbezirk Romsdorf umgegliedert.

## Kirche
Bis 1945 war Massaunen in die evangelische Kirche Schippenbeil (polnisch Sępopol) in der Kirchenprovinz Ostpreußen der Kirche der Altpreußischen Union, außerdem in die römisch-katholische Kirche St. Bruno Bartenstein (polnisch Bartoszyce) im Bistum Ermland eingepfarrt.
Heute gehört Masuny zur katholischen Pfarrei Sępopol im Erzbistum Ermland sowie zur evangelischen Kirche Bartoszyce, einer Filialkirche von Kętrzyn (Rastenburg) in der Diözese Masuren der Evangelisch-Augsburgischen Kirche in Polen.

## Verkehr
Masuny liegt am Endpunkt einer Nebenstraße, die bei Masuńskie Włoki (Lehwaldsruh) von der Straße Sępopol–Gierkiny (–Schelesnodoroschny) abzweigt.
Eine Anbindung an den Bahnverkehr besteht nicht.

## Persönlichkeit
- Karl Freiherr von Gamp-Massaunen (* als Karl Gamp am 24. November 1846 in Massaunen), deutscher Gutsbesitzer und Politiker († 1918)